# Eudiplogaster flagellicaudatus
Eudiplogaster flagellicaudatus is een rondwormensoort uit de familie van de Rhabditidae. De wetenschappelijke naam van de soort is voor het eerst geldig gepubliceerd in 1962 door Andrássy.